# Talsperre Iberg
Das Hochwasserrückhaltebecken Iberg wurde 1949 bis 1952 bei Nordhausen in Thüringen, Landkreis Nordhausen, zum Hochwasserschutz gebaut. Es handelt sich um ein ständig teilweise eingestautes Rückhaltebecken. Gestaut wird der Krebsbach. Der Stausee befindet sich unweit der Talsperre Neustadt, in der ebenfalls der Krebsbach gestaut wird.
Das Absperrbauwerk ist ein Erddamm mit geneigter Innendichtung. 1955 wurde der Untergrund nachträglich mit einem Dichtungsschleier von der wasserseitigen Berme aus abgedichtet. Im tieferen Untergrund stehen Grauwacke und Glanzschiefer an, die von Geröll, Gipsschichten und Lehm bedeckt sind. Die Hochwasserentlastung und die Entnahmeeinrichtungen befinden sich an der linken Dammseite.

## Bildergalerie

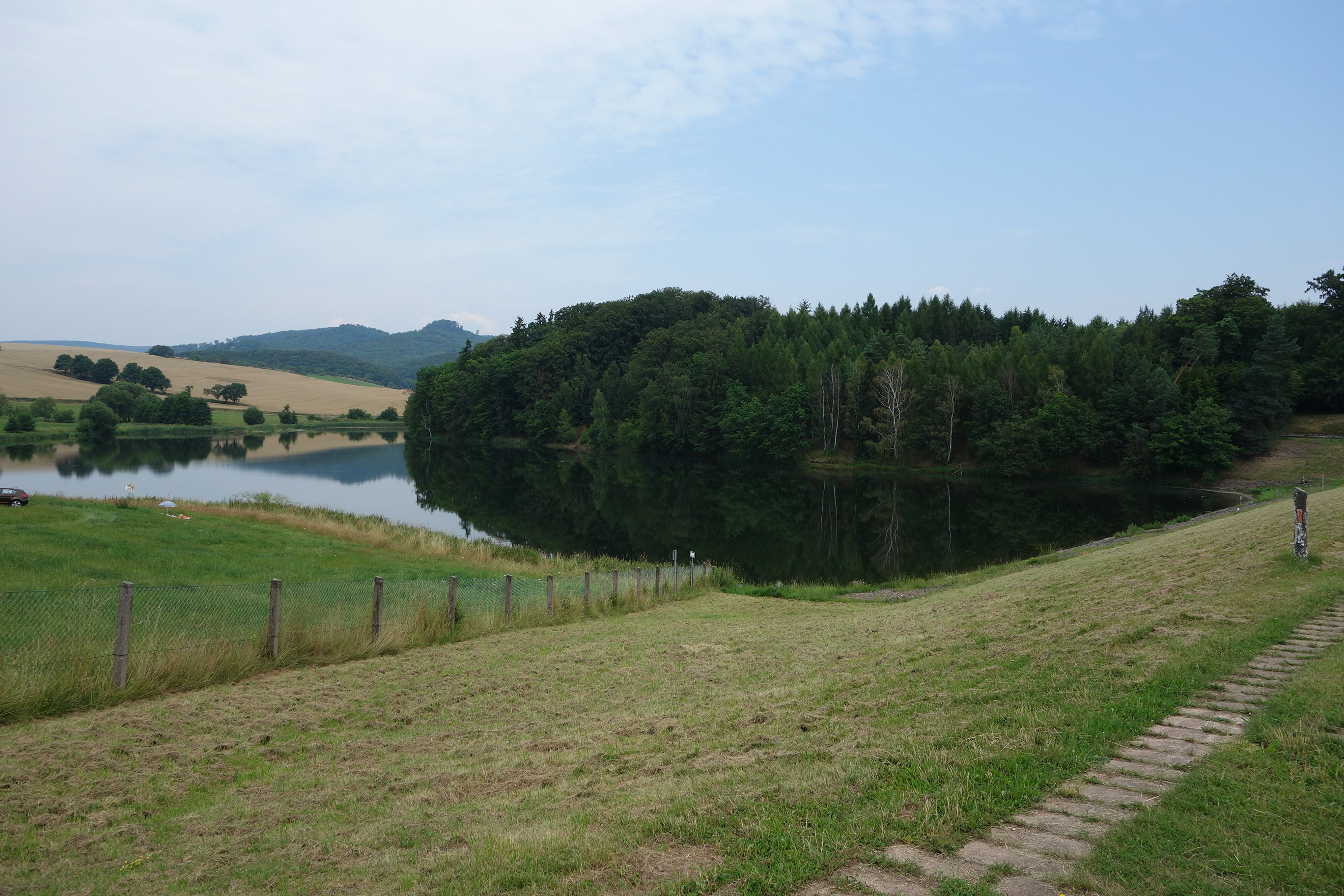
Stausee
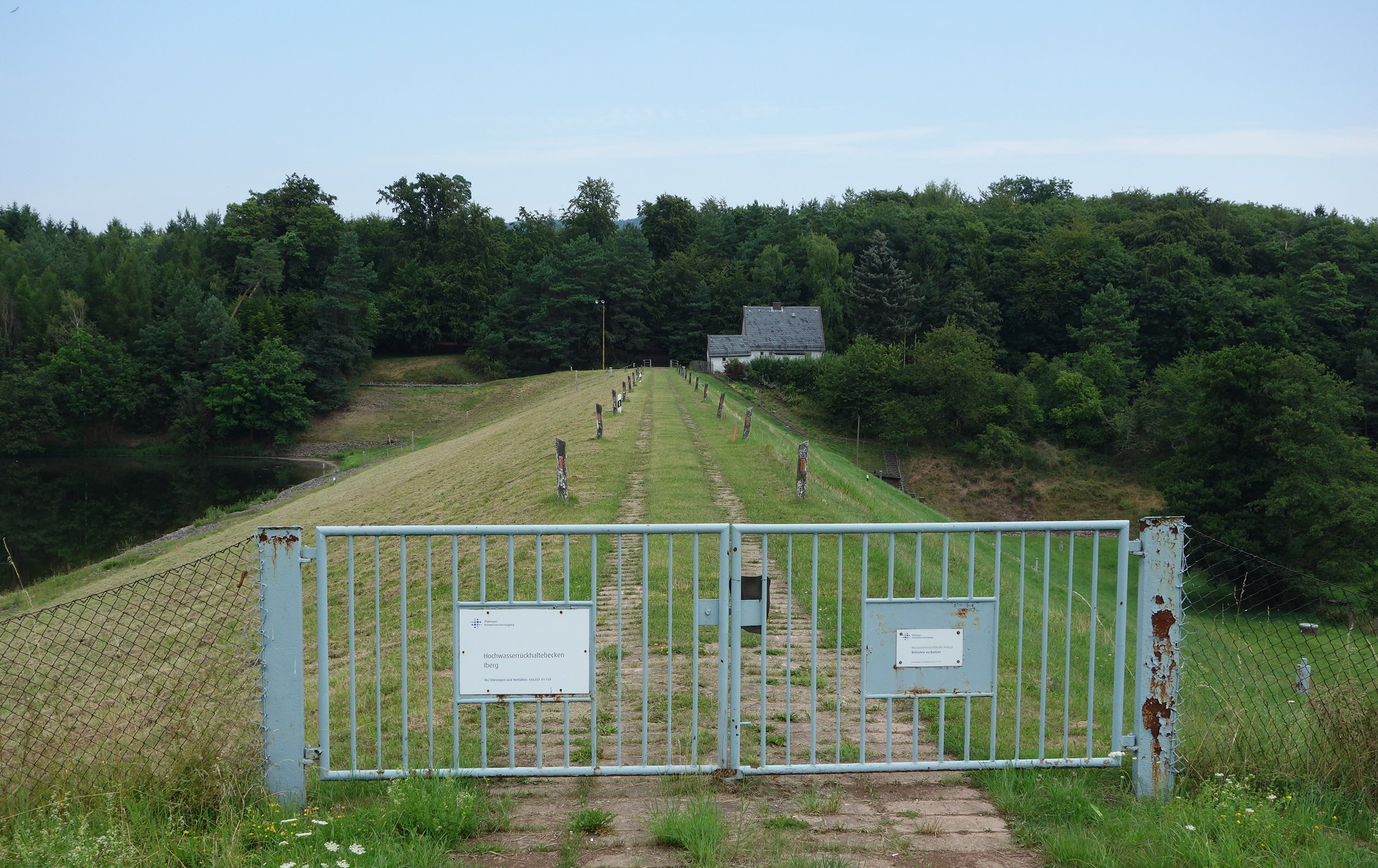
Staudamm